# Les Numéros un
Les Numéros un è una raccolta postuma della cantante italo-francese Dalida, pubblicata il 23 novembre 2018 da Universal Music France.
L'album venne pubblicato in doppio CD; furono anche commercializzati due dischi in vinile separati, uno dal titolo Les Numéros un - Les années Barclay (con brani del repertorio di Dalida degli anni '50 e '60) e l'altro chiamato Les Numéros un - Les années Orlando (con brani degli anni '70 e '80).

## Tracce

### Disco 1
1. Bambino
2. Gondolier
3. Histoire d'un amour
4. Le gitans
5. Come prima (Tu me donnes)
6. Ciao ciao, bambina
7. Love in Portofino
8. T'aimer follement
9. Romantica
10. Les enfants du Pirée
11. Itsi bitsi, petit bikini
12. Garde-moi la dernière danse
13. Nuit d'Espagne
14. La leçon de twist
15. Le petit Gonzales
16. Que sont devenues les fleurs?
17. Le jour le plus long
18. Amore scusami
19. La danse de Zorba
20. Il silenzio (Bonsoir mon amour)
21. Petit homme
22. Le temps de fleurs
23. Darla dirladada

### Disco 2
1. Parle plus bas
2. Paroles, paroles
3. Il venait d'avoir 18 ans
4. Gigi l'amoroso
5. J'attendrai
6. Besame mucho
7. Salma ya salama
8. Génération 78 (medley)
9. Le Lambeth Walk
10. Monday, Tuesday... Laissez-moi danser
11. Comme disait Mistinguett
12. Il faut danser reggae
13. Gigi in paradisco (versione ridotta)
14. Rio do Brasil
15. Pour te dire je t'aime
16. Kalimba de Luna
17. Mourir sur scène

## Les Numéros un - Les années Barclay

### Tracce
Lato A
1. Bambino
2. Gondolier
3. Histoire d'un amour
4. Come prima (Tu me donnes)
5. Ciao ciao Bambina
6. Amore scusami
7. T'aimer follement

Lato B
1. Le temps des fleurs
2. Les enfants du Pirée
3. Romantica
4. Itsi bitsi, petit bikini
5. Garde-moi la dernière danse
6. La danse de Zorba
7. Le jour le plus long

## Les Numéros un - Les années Orlando

### Tracce
Lato A
1. Parle plus bas
2. Paroles paroles
3. Il venait d'avoir 18 ans
4. J'attendrai
5. Besame mucho
6. Salma ya salama

Lato B
1. Monday, Tuesday... Laissez-moi danser
2. Le Lambeth Walk
3. Comme disait Mistinguett
4. Gigi l'amoroso
5. Mourir sur scène